# Архив Шерлока Холмса
«Архив Шерлока Холмса» (англ. The Case-Book of Sherlock Holmes) — последний сборник из 12 детективных рассказов о Шерлоке Холмсе, опубликованный Артуром Конаном Дойлем. Он был выпущен в печать в 1927 году и включает рассказы, опубликованные в 1921—1927 гг. Существует два варианта расположения рассказов в этом сборнике, первоначальный отражен в таблице.

## Рассказы
| №  | Рассказ                                                      | Оригинальное название                   | Время действия                | Синопсис | Примечание |
| -- | ------------------------------------------------------------ | --------------------------------------- | ----------------------------- | --- | --- |
| 1  | «Камень Мазарини»                                            | The Adventure of the Mazarin Stone      | предположительно 1903         | Похищен бриллиант из бывшей коллекции кардинала Мазарини. При помощи собственной восковой фигуры Холмс заполучает у подозреваемого бриллиант прямо на своей квартире. Так же, как и «Шерлок Холмс при смерти», рассказ отличается тем, что тут для достижения своей цели сыщик использует не совсем честные методы. | Один из двух рассказов о Холмсе, который ведётся от 3-го лица — поскольку является адаптацией пьесы, где Ватсон практически не появляется.                                                                   |
| 2  | «Загадка Торского моста»                                     | The Problem of Thor Bridge              | предположительно октябрь 1900 | На мосту убита жена американского золотопромышленника, поселившегося в Англии. Подозревается гувернантка. | |
| 3  | «Человек на четвереньках»                                    | The Adventure of the Creeping Man       | 1903, сентябрь                | Дочь и секретарь знаменитого профессора обеспокоены его странным поведением: он по ночам бегает на четвереньках и с невероятной ловкостью лазает по стенам. | Возможно, Конан Дойля натолкнули на сюжет рассказа исследования хирурга Сергея Воронова. Не преступление. |
| 4  | «Вампир в Суссексе»                                          | The Adventure of the Sussex Vampire     | ноябрь, предположительно 1896 | Англичанин, женатый на перуанке, обращается за помощью к Холмсу: несколько раз он видел, что жена пьёт кровь их сына. | |
| 5  | «Три Гарридеба»                                              | The Adventure of the Three Garridebs    | 1902, июнь                    | Для получения крупной суммы необходимо собраться трём однофамильцам с редкой фамилией «Гарридеб». | Загадка рассказа аналогична загадке рассказа «Союз рыжих». |
| 6  | «Сиятельный клиент»                                          | The Adventure of the Illustrious Client | 1902, сентябрь                | Юная аристократка собирается замуж за немецкого барона-убийцу, и её влиятельный анонимный друг нанимает Холмса, чтобы тот помешал ей сделать эту глупость. | Предположительно, клиент Холмса — сам король Англии Эдуард VII |
| 7  | «Происшествие на вилле „Три конька“»                         | The Adventure of the Three Gables       |                               | Женщина, чей сын недавно умер в Италии, обращается к Холмсу: неизвестные пытаются купить у неё виллу с абсолютно всеми её вещами. | |
| 8  | «Человек с побелевшим лицом» / «Побелевший воин»             | The Adventure of the Blanched Soldier   | 1903, январь                  | Вернувшийся из Африки солдат разыскивает своего неожиданного исчезнувшего сослуживца, но отец последнего всячески этому препятствует. | Один из двух рассказов, написанных от лица Холмса. Не преступление. |
| 9  | «Львиная грива»                                              | The Adventure of the Lion's Mane        | 1907, июль                    | Удалившийся на покой Холмс разводит пчёл в Суссексе, когда невдалеке на побережье загадочно умирает человек. | Один из двух рассказов, написанных от лица Холмса. Как и в предыдущем, касается медицинского случая, и Ватсон, благодаря своей профессии, мог бы помешать, разгадав загадку слишком быстро. Не преступление. |
| 10 | «Москательщик на покое»                                      | The Adventure of the Retired Colourman  | лето 1898                     | Пожилой москательщик женился на молодой женщине. Через некоторое время жена сбегает с соседом, прихватив ценные бумаги мужа. Рассматривая дело, Холмс приходит к выводу, что клиент что-то не договаривает. | Москатель, которой торговал герой рассказа — химические вещества, используемые художниками (краски, клей, масло и др.).                                                                                      |
| 11 | «История жилички под вуалью» / «Дело необычной квартирантки» | The Adventure of the Veiled Lodger      | 1896                          | Женщина с изуродованным лицом, вдова укротителя львов, рассказывает Холмсу историю своего преступления. | Один из рассказов, где не происходит собственно никакого расследования — Холмс и Ватсон просто узнают обстоятельства совершения преступления. Холмс не выдал преступника.                                    |
| 12 | «Загадка поместья Шоскомб»                                   | The Adventure of Shoscombe Old Place    | предположительно 1902         | Загадочное поведение конезаводчика, живущего в поместье Шоскомб, заставляет окружающих думать, что он сошёл с ума. | |

### Другой вариант расположения рассказов
1. Сиятельный клиент
2. Человек с белым лицом
3. Камень Мазарини
4. Происшествие на вилле "Три конька"
5. Вампир в Суссексе
6. Три Гарридеба
7. Загадка Торского моста
8. Человек на четвереньках
9. Львиная грива
10. История жилички под вуалью
11. Загадка поместья Шоскомб
12. Москательщик на покое

## Экранизации
- Почти все рассказы были экранизированы в рамках телесериала «Приключения Шерлока Холмса», в главной роли — Джереми Бретт.